# Moukar Tcholponbayev
Moukar Chaltakovitch Tcholponbayev (en kirghiz : Мукар Шалтакович Чолпонбаев), né le 29 mars 1950 dans la région d'Issyk-Koul et mort le 24 mai 2020 à Bichkek, est un homme d'État kirghiz.

## Biographie
Moukar Tcholponbayev est président du Conseil suprême, l'Assemblée législative unicamérale du Kyrgyzstan, de 1995 à 1996. Il est aussi ministre de la Justice.
Il succombe au covid-19.